# Johnny Hazzard

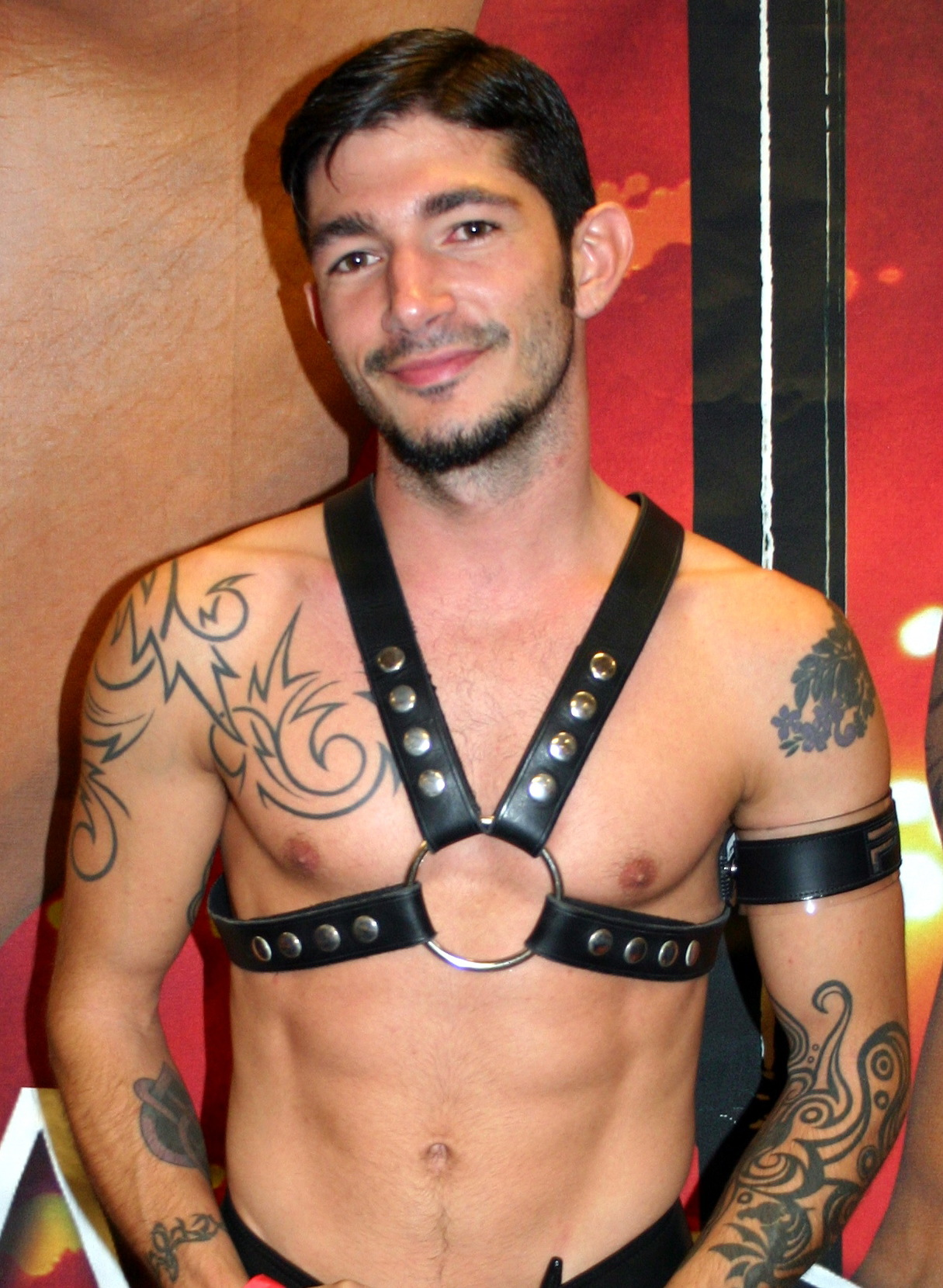
Johnny Hazzard

Johnny Hazzard (eigentlich: Frankie Valenti; * 21. September 1977 in Cleveland, Ohio) ist ein US-amerikanischer Pornodarsteller.
Nach seiner Schulzeit begann Hazzard ab Mitte der 1990er Jahre in der US-amerikanischen Pornoindustrie tätig zu werden. Er wirkte seitdem als Darsteller in verschiedenen Pornofilmen in Kalifornien mit. 2006 gewann Hazzard bei den GayVN Awards den Preis als Best Actor sowie 2005 für Best Group Scene 2006 gewann er zudem den Grabby Award für Best Three-Way Sex Scene gemeinschaftlich mit Marcus Iron und Tommy Ritter. 2006 veröffentlichte Hazzard eine Debüt-Single Deeper Into You.

## Filmografie (Auswahl)
- 2004: A Night At Bruno's
- 2004: Bolt
- 2004: Deceived
- 2003: Detention
- 2004: Köllide
- 2005: Wrong Side of the Tracks Part 1&2

## Preise und Auszeichnungen
- 2004, 2005, 2006 GayVN Awards
- 2003, 2004, 2006 Grabby Awards